# Disdialogic
Disdialogic är Loosegoats femte EP, utgiven på Startracks 1997.

## Låtlista
Alla låtar är skrivna av Christian Kjellvander.
1. "Disdialogic"
2. "Alger Road"
3. "Narrow Bridge VA"
4. "The Christian Life"
5. "Israel"